# Fort Riley

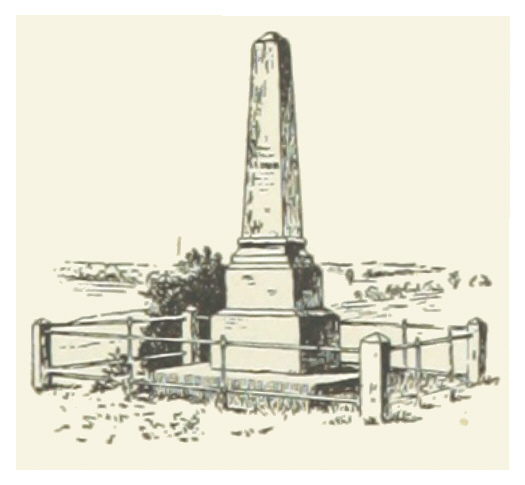
Das Ogden Monument (1890)

Fort Riley ist eine Militärbasis der US Army im Nordosten des US-Bundesstaates Kansas. Im Jahre 2020 hatte der Fort Riley CDP eine Bevölkerungszahl von 9.230 Personen.
Fort Riley trägt seinen Namen in Erinnerung an Major General Bennett Riley, der 1823 am Feldzug gegen die Arikaras teilnahm, dem ersten Gefecht zwischen der US Army und Indianern westlich des Mississippi River, und 1829 die erste Eskorte für Händler auf dem Santa Fe Trail leitete. Das Fort wurde 1853 als Militärposten gegründet, um von hier aus einen Schutz des Oregon-Kalifornien und des Santa Fe Trails sicherzustellen. Von Fort Riley kam es nach dem Amerikanischen Bürgerkrieg zu einer Reihe kleinerer militärischen Auseinandersetzungen mit nordamerikanischen Indianern. In dieser Zeit war unter anderem George Custer hier stationiert.

Um 1890 befand sich Fort Riley nach amtlichen geographischen Vermessungen im Zentrum des Staatsgebietes der Vereinigten Staaten, woran ein Obelisk – das Ogden Monument – erinnert.

## Fort Riley und die Spanische Grippe

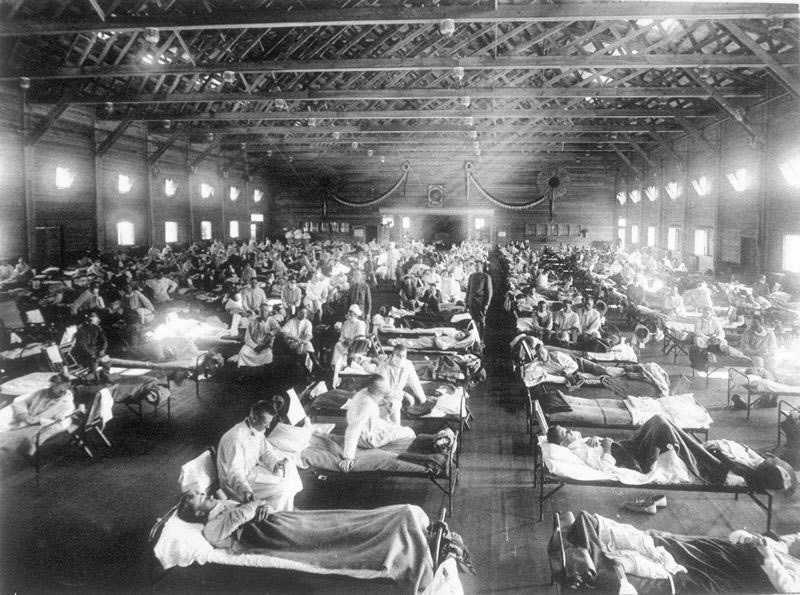
Krankenstation in Fort Riley aus der Zeit der Spanischen Grippe

Eine Grippe mit ungewöhnlich heftigem Verlauf trat erstmals im Januar und Februar 1918 im Haskell County, Kansas auf und beunruhigte den Landarzt Loring Miner dermaßen, dass er unter anderem in einem Fachmagazin warnende Hinweise auf diesen Ausbruch mit gelegentlich tödlichem Ausgang veröffentlichte. Belegt ist, dass mindestens drei Personen von Haskell County aus ins Rekrutenlager Camp Funston reisten, das zur Militärbasis Fort Riley gehörte. Sie trafen dort zwischen dem 28. Februar und dem 2. März ein. Am 4. März erkrankte zunächst ein Koch an der Grippe, die damals zwar bereits einen sehr heftigen Krankheitsverlauf hatte, aber anders als in der zweiten Welle im Herbst 1918 noch nicht mit einer hohen Sterberate einherging. Obwohl der ersten Erkrankung rasch weitere folgten und evident war, dass die Krankheit hochgradig ansteckend war, wurden in Fort Riley keinerlei Quarantänemaßnahmen eingeleitet. Truppentransporte zu anderen Ausbildungslagern wurden fortgesetzt und von Fort Riley aus wurden Soldaten an die Front in Europa entsendet. In der französischen Hafenstadt Brest, wo vierzig Prozent der US-amerikanischen Streitkräfte anlandeten, brach die Grippe im April 1918 aus.

## Stationierte Einheiten
1. US-Infanteriedivision
- - 1. Heavy Brigade Combat Team (HBCT) (schwere Brigade)
  - 2. Heavy Brigade Combat Team (HBCT) (schwere Brigade)
  - 4. Infantry Brigade Combat Team (IBCT) (Infanterie-Brigade)
  - Heeresflieger-Brigade, 1. Infanteriedivision
- 1. Logistikbrigade (1st Sustainment Brigade)

## Söhne und Töchter
- Douglas Kern (* 1963), Regattasegler
- Will Shields (* 1971), American-Football-Spieler
- Johnny Damon (* 1973), Baseballspieler